# Capitites
Genre
Capitites est un genre d'insectes diptères de la famille des Tephritidae (l'un des nombreux genres de mouches des fruits).

## Systématique
Le genre Capitites a été créé en 1980 par Richard Herbert Foote (d) et Amnon Freidberg (d), avec comme espèce type Capitites ramulosa.

## Liste des espèces
Selon ITIS (28 juin 2021) :
- Capitites albicans (Munro, 1935)
- Capitites aurea (Bezzi, 1924)
- Capitites dentiens (Bezzi, 1924)
- Capitites dicomala (Munro, 1935)
- Capitites goliath (Bezzi, 1924)
- Capitites kloofensis (Munro, 1935)
- Capitites ramulosa (Loew, 1844) - espèce type

## Publication originale
- (en) Richard H. Foote et Amnon Freidberg, « The Taxonomy and Nomenclature of Some Palaearctic Tephritidae (Diptera) », Journal of the Washington Academy of Sciences, Washington, Washington Academy of Sciences (d), vol. 70, no 1,‎ 1980, p. 29-34 (ISSN 0043-0439 et 2573-2110, OCLC 1769417, JSTOR 24537215).